# Joy Boushel
Joy Boushel (née en 1959) est une actrice américaine qui apparaît dans une poignée de films et d'émissions de télévision.
La carrière de jeu de Boushel est composée de Cursed (1990), Allô maman, ici bébé ! (1989), Keeping Track (1987), La Mouche (1986) dans le rôle de Tawny, Thrillkill (1984), Humongous (1982), La Guerre du feu (1982), et Le Monstre du train (1980).